# Jaume Rosell i Colomina
Jaume Rosell Colomina, Tremp (Pallars Jussà) 1945, ha estat un aparellador, llicenciat en història contemporània i Doctor per la Universitat Politècnica de Catalunya (UPC). Ha destacat entre moltes altres coses com a investigador i docent, motiu pel qual l'any 2014 va rebre el premi a la trajectòria docent de la Universitat Politècnica de Catalunya.

## Biografia
Va acabar els estudis d'aparellador l'any 1966 i va treballar fins al 1977 en el camp de l'arquitectura i la construcció. De 1977 a 1983 va dirigir la revista CAU. Construcción, Arquitectura, Urbanismo del Col·legi de l'Arquitectura Tècnica de Barcelona. En aquest periode l'equip de redacció de la revista va estar format per Luis Fernández-Galiano, Ignacio Paricio, Antoni Lucchetti i Farré i Marià Pere. Aquesta revista ha sigut considerada un referent periodístic i de la història del disseny gràfic del segle xx En aquest mateix periode també va ser el director del Centre de Documentació Josep Renart.
L'any 1978 va entrar a treballar de professor a l'Escola Universitària d'Arquitectura Tècnica de Barcelona, (actualment EPSEB), aviat a temps complet. Llicenciat en Història Contemporània l'any 1989 i doctorat per la UPC el 1994, va continuar, fins a la jubilació l'any 2016, fent de professor en l'EPSEB, en els cursos de doctorat vinculats a l'ETSAB, i també va col·laborar parcialment entre 1998 i 2005, a l'Escola d'Arquitectura de La Salle de Barcelona.
És autor de vàries publicacions que mostren un interès preferent per la relació entre construcció i arquitectura a través de la història.
La seva producció cientifica és consultable a través de Futur: Portal de la Producció Científica de les Investigadores i Investigadors de la UPC.

## Publicacions
Directament vinculades amb l’experiència docent, trobem les publicacions:
- Arquitectura, construcció i ciutat en la Història d’Occident: 1. El món antic (Tremp, Garsineu, 1982), en col·laboració amb Alda Tacca i Carlo Mambriani,
- Arquitectura, construcció i ciutat en la Història d’Occident: 2. El món medieval (Tremp, Garsineu, 1984),
- Arquitectura, construcció i ciutat en la Història d’Occident: 3. El món modern (inèdit),
- Història de la construcció a la Catalunya contemporània (Barcelona, els autors, 2002), en col·laboració amb Ramon Graus.
- Entre els treballs que Jaume Rosell va guiar, hi ha dues tesis doctorals: Modernització tècnica i arquitectura a Catalunya, 1903-1929, dirigida conjuntament amb Pere Hereu, llegida per Ramon Graus el 2012 i premiada, i La Torre Einstein de Erich Mendelsohn en los primeros años de trabajo del arquitecto, dirigida conjuntament amb José Ángel Sanz i llegida per Lars Rudolph el 2017.

Al costat de l’activitat docent, la dedicació a la recerca, especialment centrada en l’arquitectura a Catalunya durant els segles xix i xx, va produir, entre d'altres, les publicacions següents (en ordre cronològic):
- amb Ignacio Paricio, Anàlisi tècnica i funcional del patrimoni immobiliari municipal, vol. 1 (Institut de Tecnologia de la Construcció de Catalunya, 1983);
- amb Joan Ramon Rosell, El mosaic hidràulic (Col·legi d’Aparelladors i Arquitectes Tècnics (COAAT) de Barcelona, 1985);
- amb Miquel Àngel Subirats, La producció de calç ahir (COAAT de Barcelona, 1987);
- amb Isabel Serrà, «Estudis d’Esteve Terradas sobre la volta de maó de pla», a Cinquanta anys de ciència i tècnica a Catalunya (Institut d’Estudis Catalans, 1987);
- Pedra a La Floresta (vídeo) (COAAT de Barcelona, 1988);
- amb Pere Hereu, «La creació de l’Exposició: crònica dels esdeveniments», a Arquitectura i ciutat a l'Exposició Universal de Barcelona 1888 (UPC, 1988); «The Universal Expo» (Rassegna, núm. 37, 1989); «Les tècniques de construcció: de la fusta al ferro» (L’Avenç, Barcelona, núm. 118, 1988);
- amb Miquel Àngel Subirats, «Architettura dell’oliveto nel sud della Catalogna», a Le ragioni dell abitare (Alinea Editrice, 1989);
- amb Joaquín Cárcamo, La fábrica Ceres de Bilbao (COAAT de Biscaia, 1994); «Construcció catalana per l’arquitectura moderna», a Barcelona contemporània (Centre de Cultura Contemporània de Barcelona, 1996); «Il ferro nell’architettura di Gaudí» (Ambiente Costruito, núm. 3, 1997); «Rafael Guastavino i Moreno: enginy en l’arquitectura del segle xix», a Guastavino Co. (1885-1962) (Col·legi d’Arquitectes de Catalunya, 2002);
- amb Ramon Graus i Montserrat Villaverde, «Arquitectura», a L’Escola Industrial de Barcelona (1904-2004) (Diputació de Barcelona, 2008);
- amb Ramon Graus, «L’Eixample Cerdà i la ‘construcció catalana’», a L’Eixample, gènesi i construcció (Lunwerg, 2009);
- amb Ramon Graus, «Fèlix Cardellach, en la reinvención del ingeniero» (Saiatek, 2010);
- amb Ramon Graus, «Escursionismo e architettura in Catalogna, cento anni fa» (Il Progetto Sostenibile, Monfalcone, núm. 26, 2010);
- amb Ramon Graus, «L’Escola d’Arquitectura a la Universitat de Barcelona», a La Universitat de Barcelona: història dels ensenyaments (Universitat de Barcelona, 2010);
- amb Ramon Graus, «El paper de Joan Torras i Guardiola en l’arquitectura catalana del seu temps», a La Barcelona del ferro (Museu d’Història de Barcelona (MUHBA), 2011);
- amb Ramon Graus i Helena Martín Nieva, La seu de la Diputació de Barcelona a la Casa Serra (Diputació de Barcelona, 2012); «L’arquitectura», a La Casa de Caritat (Diputació de Barcelona, 2015);
- amb Ramon Graus i Helena Martín Nieva, «El hormigón armado en Cataluña (1898-1929): cuatro empresas y su relación con la arquitectura» (Informes de la Construcción, Madrid, vol. 69, 2017).

## Fons bibliogràfic
En la biblioteca de l'Escola Politècnica Superior d'Edificació de Barcelona, hi ha una secció que porta el nom de Jaume Rosell i Colomina. Aquest fet és degut a la donació que va realitzar del seu fons bibliogràfic. Es tracta d'uns 2700 títols, fonamentalment llibres, algunes revistes, opuscles, treballs, etc. Aquests documents componen un fons especialitzat en història de l'arquitectura i de la construcció. Naturalment, no tots els llibres són d'història, però encara que no en facin referència, són llibres - generalment d'art, de tècnica o simplement d'arquitectura - que constitueixen el subjecte i objecte principals de la història de l'arquitectura i de la construcció, i suposen un coneixement adient per a una escola d'edificació i per les escoles d'arquitectura en general. En definitiva es tracta d'un material acumulat que reflecteix, en la dimensió i en la temàtica de les seves parts, el treball del professor en els cursos regulars, en els de màster, en les investigacions i en la direcció de tesis i treballs diversos.